# Враћање
Враћање (енгл. Flashback) је српски филм снимљен 1997. године који је режирала Гордана Бошков, а сценарио је писао Верослав Ранчић.